# Johanneskirche (Köln-Brück)

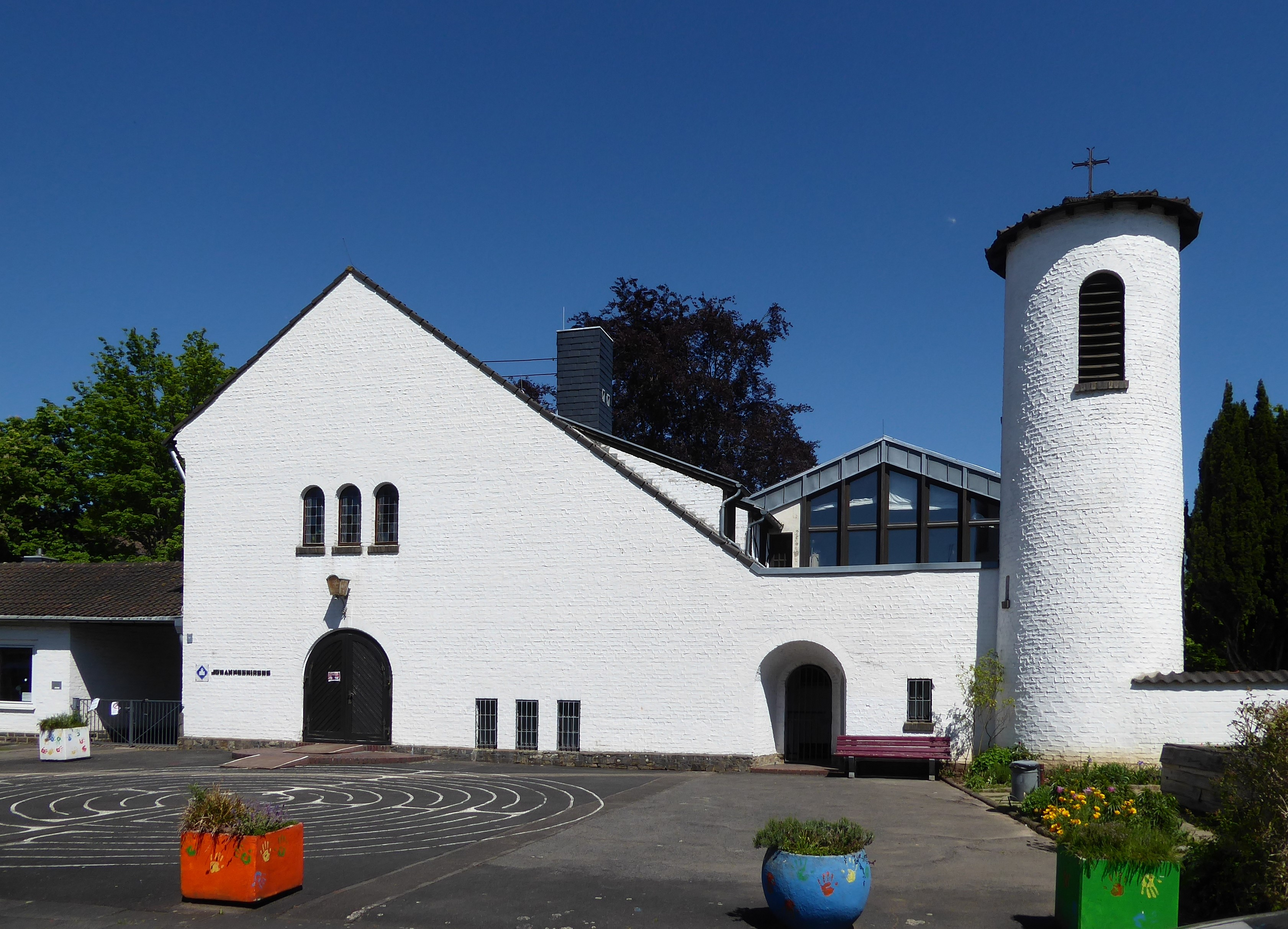
Johanneskirche

Die Johanneskirche ist ein denkmalgeschützter evangelischer Sakralbau im rechtsrheinischen Kölner Stadtteil Brück. Sie gehört zusammen mit der Petruskirche in Köln-Merheim zur Evangelischen Kirchengemeinde Köln-Brück-Merheim im Kirchenkreis Köln-Rechtsrheinisch.

## Vorgeschichte
Ab 1932 betreuten zwei Geistliche die Gemeindemitglieder in Brück und Merheim, der Dellbrücker Pfarrer Fritz Müller und ein Pfarrer im Ruhestand, Karl Echternach. Da notgedrungen Taufen und Eheschließungen im Pfarrhaus stattfinden mussten, ergab sich die Notwendigkeit zum Bau einer eigenen Kirche. Für die Architektenplanung des Neubaus spendeten die Gemeindemitglieder zunächst 2400 Reichsmark.
Nachdem die Kosten der neuen Kirche auf 50.000 Reichsmark veranschlagt worden waren, wurden alle Genehmigungen eingeholt. Jedoch mussten einige Hürden genommen werden, bevor das Vorhaben verwirklicht werden konnte. Während der Zeit des Nationalsozialismus waren Kirchenneubauten in der Regel nicht erwünscht. Erschwerend kam noch hinzu, dass Teile des Dellbrücker Presbyteriums der nazikritischen Bekennenden Kirche nahe standen. Dies führte dazu, dass Karl Echternach von der Gestapo verhört wurde, jedoch blieb ihm eine Festnahme erspart.
Da der geplante Kirchturm zu hoch war, musste kurz vor Baubeginn der Hauptentwurf des damaligen Architekten Ludwig Albert entsprechend geändert werden. Die Leitung des benachbarten Militärflughafen Ostheim sah in der ursprünglich geplanten Turmhöhe eine Beeinträchtigung der Einflugschneise.

## Baugeschichte, Architektur und Ausstattung
Im Januar 1937 wurde der Grundstein zum Bau der Johanneskirche gelegt. Eingeweiht wurde sie am 18. Juli 1937. Zu dieser Zeit gehörte der Pfarrbezirk Köln-Brück noch zur Gemeinde Köln-Dellbrück. Der Bezirk Brück-Merheim wurde 1952 ausgepfarrt. Am 8. März 1952 entstand die selbständige Kirchengemeinde Köln-Brück-Merheim.
Die aus Grauwacke gebaute Kirche besitzt einen separat errichteten rund gemauerten Turm. Beide Gebäudeteile sind komplett weiß gestrichen.
Die Bleiglasfenster im Kirchenschiff und im Chor sowie die Deckenverglasung im Chor und die Fenstergruppe auf der Empore zeigen Ornamente von unbekannten Künstlern.
Die Orgel mit zwölf Registern wurde 1997 von der Freiburger Orgelbaufirma Späth errichtet.
Wegen ihrer besonders guten Akustik finden häufig Konzerte in der Kirche statt. Außerdem werden hier verschiedene Vernissagen im Rahmen der Brücker Kunsttage veranstaltet.

## Denkmalschutz
Die Johanneskirche wurde am 29. März 1983 unter der Nummer 1385 in die Liste der Baudenkmäler im Kölner Stadtteil Brück eingetragen.